# Kitab Tarih Mayurqa
Kitab Tarih Mayurqa es la primera crónica en prosa rimada de la conquista de Mallorca por Jaime I, escrita por el  historiador y poeta hispano-mulsulmán Ibn Amira Al-Mahzumi. Fue descubierta por el profesor Muhammad Ben Ma'mar. La obra, de la que se tenía conocimiento desde finales del siglo XVI y se creía perdida, fue hallada dentro de un disco compacto en una biblioteca de Tinduf en 2001, debido a que bajo el auspicio de un mecenas estaban realizando un trabajo de catalogación y digitalización de documentos árabes por todo el mundo. Con esta aportación es la primera vez que se conocen detalles sobre el punto de vista de los vencidos. Uno de los principales historiadores y arqueólogos de Mallorca, Guillermo Rosselló Bordoy, trabajó junto al filólogo Nicolau Roser Nebot en la traducción al catalán, cuya edición llegó a ser superventas en Cataluña y las islas Baleares.
Relata la historia de Mallorca desde 1209 hasta 1231. Concuerda con la historia aragonesa en el esquema de la conquista/pérdida de la mayor de las Islas Orientales de al-Ándalus: la captura de unas naves como excusa para la invasión cristiana, el desembarco en Santa Ponsa, la crucial batalla de Portopí, el derrumbe de las murallas por efecto de labor de zapa y la matanza final. Además de las interpretaciones opuestas, el texto árabe ofrece muchas novedades sobre cómo se vivió la contienda en el bando musulmán, con la simpatía del autor por los musulmanes mallorquines en contra de los refugiados almohades. Ibn Amira culpabiliza en todo momento al valí almohade Abú Yahya, por su avaricia y por su pésima gestión de la guerra, y especialmente por haber facilitado la disputa interna: se alineó con los almohades que habían recalado en la isla tras su expulsión de al-Ándalus y participó en sus confabulaciones contra los andalusíes mallorquines. La violenta represión contra ellos debilitó considerablemente la fuerza militar árabe. De hecho, como en un filme, justo en el momento en que iba a decapitar a 50 mallorquines llegaron los mensajeros anunciando que habían avistado un enjambre de naves aragonesas rondando las costas. Abu Hafs ibn Sayrî, el cabecilla mallorquín contra los almohades recién llegados, es el héroe del relato.